# Chiesa di San Nicolò di Bari (Alcamo)
La chiesa di San Nicolò di Bari era una chiesa cattolica che si trova ad Alcamo, in provincia di Trapani.

## Storia
Una chiesa di san Nicolò esisteva in Alcamo nel 1430, all'altezza della porta maggiore della chiesa madre e la famiglia Liotta aveva il diritto di patronato su di essa. 
Nel 1558, un loro discendente, Nicolò di Gregorio, concesse a Pietro Mastrandrea, rettore della Confraternita dei Bianchi, di abbattere l’antica chiesa e costruire quella attuale.
Dopo lo scioglimento della Compagnia, dal 1896 la chiesa ospitò la sede del Monte di Prestiti "Filippi" dalla Congregazione della Carità, che distrusse l'altare per metterci una cassaforte.
Sconsacrata dalla metà del secolo scorso, la chiesa adesso è sede dell'ufficio URP (ufficio Relazioni con il Pubblico) e dell'ufficio turistico del Comune.

## Descrizione e opere
Grazioso esempio di architettura del principio del Rinascimento, questo edificio comprende la chiesa e una casa di civile abitazione con due balcon ed un terrazzo al secondo piano: detta casa era un tempo utilizzata come da parte della Confraternita dei Bianchi.
La chiesa, abbastanza piccola, presenta un prospetto abbellito da una bifora che finisce con una cornice dentellata; fu realizzato da il palermitano Girolamo Vicchiuzzo, architetto e intagliatore palermitano; nel secolo scorso venne aggiunta una posticcia balconata.
Senz'altro apprezzabile risulta la colonnina finemente intagliata che si trova all'angolo del prospetto.
L'interno presenta una sola navata, con due campate e volta a crociera; sull'altare maggiore c'era un dipinto raffigurante san Nicolò con un gruppo di poverelli, realizzato nel 1599 dal pittore trapanese Narciso Guidone, poi andata smarrita.

## La Confraternita
Originariamente fu chiamata Confraternita della Misericordia e Santissimo Crocifisso o del Monte della Santissima Carità e suo fondatore fu il nobile Pietro Mastrandrea; dopo la sua morte la Confraternita ebbe il diritto di patronato sulla chiesa, datogli da Nicolangelo de Gregorio nel 1567.
In seguito fu denominata Compagnia dei Bianchi e venne aggregata all'Arciconfraternita di San Giovanni Decollato di Roma;
i suoi confrati erano appartenenti alla nobiltà e portavano "sacco e visiera bianchi, con l'insegna sulle spalle del Santissimo Crocifisso.
Ecco gli scopi e obblighi della Compagnia:
- visitare i carcerati poveri, adoperandosi per la loro scarcerazione con il sostegno anche economico del popolo
- proteggere i rei confessi in tortura, confortarli spiritualmente prima della morte e portarli alla sepoltura sulle spalle
- seppellire i defunti in condizioni economiche disagiate, accompagnandoli con alcuni sacerdoti
- visitare gli ammalati poveri che si trovavano in ospedale, aiutarli durante i pasti e servirli con spirito di carità.

Lo storico Ignazio de Blasi parla anche dell'obbligo di aiutare gli ammalati poveri e cercargli una sepoltura gratuita; nel 1820 alcune di queste facoltà furono tolte alle compagnie, poi, nel 1898, vennero abolite definitivamente per legge.
Le rendite finanziarie della Compagnia furono quindi devolute come sussidio alle famiglie dei carcerati poveri e agli ex carcerati.